# Remo Pesenti
Remo Pesenti (* 25. Januar 1975 in Glarus) ist ein ehemaliger Schweizer Fussballspieler, der in der Super League für den FC Schaffhausen spielte und dabei das Amt des Captains innehatte.
Fussballspielen begann er als Junior beim FC Netstal, bevor er im Jahr 1994 zum FC Glarus wechselte.
Nach seinem Engagement beim FC Glarus (1996) wechselte Pesenti zum FC Schaffhausen, mit dem er im Jahr 2004 in die Nationalliga A aufstieg. Während der NLA-Zeiten des FC Schaffhausen war Remo Pesenti bis zu seinem Karriere-Ende (2006) der Captain der NLA-Mannschaft des FC Schaffhausen.
Er ist verheiratet und wohnt mit seiner Frau und seinen drei Kindern (zwei Söhne, eine Tochter) in Diessenhofen. Er arbeitet als Berufsfachschullehrer und in der Schulleitung an der Handelsschule KV Schaffhausen und unterrichtet dabei die Fächer Detailhandelskenntnisse, Gesellschaft und Wirtschaft.
| Personendaten    | Personendaten             |
| ---------------- | ------------------------- |
| NAME             | Pesenti, Remo             |
| KURZBESCHREIBUNG | Schweizer Fussballspieler |
| GEBURTSDATUM     | 25. Januar 1975           |
| GEBURTSORT       | Glarus                    |